# إيثان ألين براون
إيثان ألين براون (بالإنجليزية: Ethan Allen Brown) هو محامي ودبلوماسي وقاضي وسياسي أمريكي، ولد في 4 يوليو 1776 في دارين في الولايات المتحدة، وتوفي في 24 فبراير 1852 في إنديانابوليس في الولايات المتحدة. نشط حزبياً في الحزب الجمهوري الديمقراطي.

## مناصب
- انتخب Supreme Court of Ohio [الإنجليزية]‏.
- انتخب حاكم ولاية أوهايو [الإنجليزية]‏ (14 ديسمبر 1818 – 4 يناير 1822).
- انتخب عضو مجلس نواب إنديانا.
- انتخب عضو مجلس الشيوخ الأمريكي (3 يناير 1822 – 4 مارس 1825).